# Inachos, Grecia
Inachos  este un oraș în Grecia în prefectura Aetolia-Acarnania.